# Hirudine
Hirudine is een stollingsremmende stof die wordt gewonnen uit het speeksel van de medicinale bloedzuiger (Hirudo medicinalis) die vroeger voor aderlatingen werd gebruikt. Het kan tegenwoordig ook worden geproduceerd door recombinant-DNA technieken. Hirudine is in de eerste decennia van de twintigste eeuw (toen er nog geen heparine was) lange tijd de enige beschikbare stof geweest die men als antistollingsmiddel bij proefdieren kon inspuiten. Als geneesmiddel is het zelden gebruikt. Bij patiënten die te ernstige bijwerkingen van heparine ervaren en bijvoorbeeld heparine-geinduceerde thrombocytopenie ervaren wordt dit soms wel nog gebruikt.
Momenteel wordt opnieuw onderzoek gedaan naar toepassingen in de geneeskunde, met name trombosepreventie en de werkzaamheid bij embolieën. Met deze stof wordt er in Nederland alleen nog maar getest.